# Srđan Majstorović
Srđan Majstorović (Pula, SFR Jugoslavija, 13. јун 1972) srpski je politikolog koji se bavi evropskim integracijama Srbije i zapadnog Balkana. Trenutni je predsednik Upravnog odbora Centra za evropske politike i član je Savetodavne grupe za javnu politiku Balkan u Evropi.

## Biografija
Diplomirao je na smeru za međunarodne odnose na Fakultetu političkih nauka Univerziteta u Beogradu, a magistrirao je na Pravnom fakultetu Karl Frances univerziteta u Gracu na odseku Evropske integracije i regionalizam.
Nakon studija bio je angažovan u periodu od 1997. do 2001. godine kao asistent u nastavi Evropske studije i Građansko društvo u Beogradske otvorene škole.
Od 2001. godine do 2003. godine bio je zapošljen Sektoru za evropske integracije i multilateralnu saradnju u regionu nekadašnjeg Saveznog ministarstva za međunarodne ekonomske odnose SR Jugoslavije, a od 2003. do 2004. radio je u Sektoru za evropske integracije Ministarstva za ekonomske veze sa inostranstvom Republike Srbije. Učestvovao je u izradi Nacionalne strategije Srbije za pristupanje Srbije i Crne Gore Evropskoj uniji objavljenoj juna 2005. godine.
Bio je član pregovaračkog tima Vlade Srbije i učestvovao je u pregovorima o zaključivanju Sporazuma o stabilizaciji i pridruživanju između Evropske unije i Republike Srbije. Postao je jedan od člana i zamenik predesnika Komisije za sprovođenje nacionalne strategije reforme pravosuđa za period 2013-2018. godine. Avgusta 2015. godine je imenovan za člana Pregovaračkog tima za vođenje pregovora o pristupanju Republike Srbije Evropskoj uniji gde je zadužen za političke kriterijume i pregovaračko poglavlje 23.
Postao je predsednik Upravnog odbora Centra za evropske politike 12. oktobra 2017. Jedan je od gostojućih predavača na Pravnom fakultetu Univerziteta u Beogradu.
Član je Savetodavne grupe za javnu politiku Balkan u Evropi.
Povremeno objavljuje tekstove za portal European Western Balkans.

## Privatni život
Govori engleski jezik, a ograničeno se služi italijanskim i francuskim. Oženjen je i ima dvoje dece.

## Odabrane publikacije
- Majstorović, Srđan (januar 2018). „2018 – godina povratka verodostojne Politike proširenja EU?” (PDF). CEP dijalog. Centar za evropske politike. Архивирано из оригинала (PDF) 30. 10. 2018. г. Приступљено 24. 10. 2018.
- Marić, Sena; Majstorović, Srđan (decembar 2017). „Transparentnost i tajnost u pregovorima o pristupanju EU” (PDF). CEP dijalog. Centar za evropsku politiku. Архивирано из оригинала (PDF) 25. 10. 2018. г. Приступљено 24. 10. 2018.
- Miščević, Tanja; Međak, Vladimir; Simović, Saša; Majstorović, Srđan; Engelman, Andrej (2017). Guidelines for Preparing a Negotiating Position. Belgrade: Vlada Republike Srbije Pregovarački tim za vođenje pregovora o pristupanju Republike Srbije Evropskoj uniji. ISBN 978-86-920985-0-5.
- Miščević, Tanja; Majstorović, Srđan; Marković Ilić, Kalina; Milenković Bukumirović, Aleksandra; Knežević, Ivan; Mrak, Mojmir; Horvat, Andrej; Matijašević, Nebojša (2017). Analytical Support Function for the Accession Negotiations of the Republic of Serbia to the European Union. Belgrade: Deutsche gesellschaft für internationale zusammenarbeit (GIZ).
- Međak, Vladimir; Majstorović, Srđan (2015). Regionalna politika Evropske unije. Beograd: Vlada Republike Srbije, Kancelarija za pridruživanje Evropskoj uniji.
- Majstorović, Srđan; Bikić, Sonja; Međak, Vladimir; Mrvaljević, Sanja; Marković Tomić, Milica; Savić Janjić, Nataša; Vitorović, Olivera (2014). Bukvar evropskih integracija. Beograd: Vlada Republike Srbije, Kancelarija za evropske integracije. ISBN 978-86-84979-36-2.
- Majstorović, Srđan (1996). „Gertjan Dijkink: National identity and geopolitical visions: maps of pride and pain”. Montenegro journal of foreign policy: 103—106.

## Spoljašnje veze
- Intervj Srđana Majstorovića za portal European Western Balkans (30. septembar 2018)
- Intervju Srđana Majstorovića Архивирано на веб-сајту  (3. октобар 2018) za televiziju na N1 (18. april 2018)